# Clifton Wrottesley
Clifton Hugh Lancelot de Verdon Wrottesley, 14. baronet, 6. baron Wrottesley (ur. 10 sierpnia 1968 w Dublinie) – irlandzki skeletonista.

## Kariera
Początkowo reprezentował Wielką Brytanię w bobslejach, skeletonem zainteresował się w latach 90'. W 2001 roku, już w barwach Irlandii, wystartował na mistrzostwach świata w Calgary, zajmując 24. miejsce. Rok później wystąpił na igrzyskach olimpijskich w Salt Lake City, gdzie był czwarty. Walkę o podium przegrał tam ze Szwajcarem Gregorem Stählim o 0,42 sekundy.